# Isidoro de Hoyos y de la Torre
Isidoro de Hoyos y de la Torre (1838-1900) fue un noble, político y escritor español. Tuvo el título de ii marqués de Hoyos y vizconde de Manzanera.

## Biografía
Nació en Valle de Cabuérniga el 14 de enero de 1838. Doctor en derecho civil y administrativo por la Universidad Central, ingresó, previo examen, en la carrera diplomática. En 1863 fue diputado a Cortes por Chinchón, y terminada la guerra de África le fue confiada la misión de llevar a Tetuán el tratado de paz que se firmó en 26 de abril de 1860. En 1865-1866 fue diputado por la circunscripción de Alcalá de Henares, y afiliado al partido de la Unión Liberal, firmó la célebre protesta, y fue elegido secretario de la Junta directiva del Círculo del partido, siendo presidente Francisco Serrano. Tras la revolución de 1868, se colocó al lado de Antonio Cánovas del Castillo. Alejado después del campo de la política, se dedicó a la literatura, escribiendo poesías y algunas composiciones dramáticas. También cultivó los estudios históricos, y acudió a reuniones literarias en casa de los marqueses de Heredia y de Pidal, además de colaborar en el periódico La España Católica, del que fue fundador y uno de los primeros redactores. Sobrevenida la Restauración, fue nombrado ministro plenipotenciario en Berna, representando a España en el tratado de unión postal internacional y en el Congreso celebrado en la capital de Suiza.
En 1876 heredó el título de marqués de Hoyos y fue elegido diputado por el distrito de Infiesto, en la provincia de Oviedo, al que representó en varias legislaturas, y más tarde fue senador por aquella provincia en las Cortes de 1887 hasta 1890, y desde 1891 senador vitalicio hasta su deceso, que tuvo lugar en Madrid el 8 de abril de 1900.
Casado con Isabel de Vinent y O'Neill, entre sus hijos se contaron José María de Hoyos y Vinent y el escritor Antonio de Hoyos y Vinent.